# Rana heckscheri
Rana heckscheri (tên tiếng Anh: River Frog) là một loài ếch trong họ Ranidae. Chúng là loài đặc hữu của Bắc Mỹ.
Các môi trường sống tự nhiên của chúng là rừng ôn đới, sông, đầm nước, hồ nước ngọt, và đầm nước ngọt. Loài này đang bị đe dọa do mất môi trường sống.

## Hình ảnh

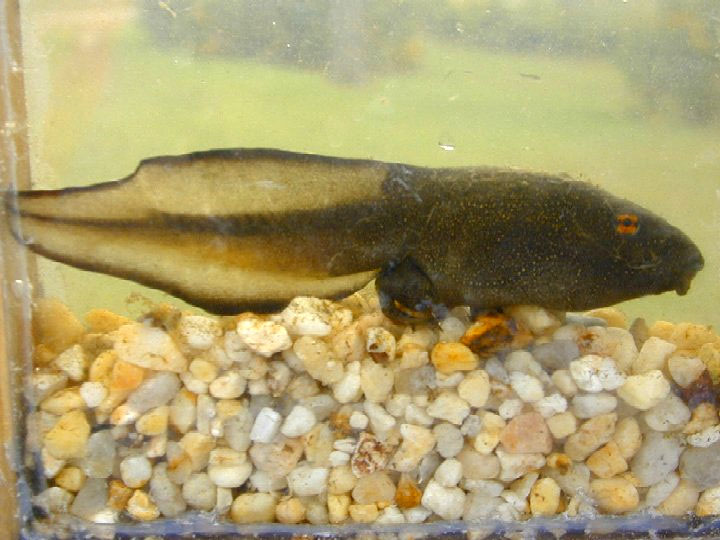